# 동화마을길
동화마을길(Donghwamaeul-gil)은 인천광역시 중구 송월동2가에서 북성동3가까지 이르는 인천광역시도로, 총 연장은 349m이다. 도로의 명칭이 유래된 것은 동화마을 조성에 따라 지역적 특성을 반영하였다.

## 역사
- 2014년 6월 10일 : 도로명으로 동화마을길을 고시

## 주요 경유지
- 중구
  - 송월동2가 - 송월동3가 - 북성동3가

## 접촉하는 도로
- 제물량로 (국도 제6호선, 국도 제77호선, 국가지원지방도 제84호선, 국가지원지방도 제98호선)
- 차이나타운로
- 자유공원서로

## 주요 건물 및 시설
- 송월빌라 (동화마을길 7/송월동2가 5-7)
- 섭리노인요양 공동생활 가정 (동화마을길 31/송월동3가 9-2)
- 우진빌라 (동화마을길 38/송월동3가 14-4)
- 공연장 (동화마을길 42/송월동3가 14-2)
- 송월교회 교육관 (동화마을길 64/송월동3가 5-1)
- 송월교회 (동화마을길 65/송월동3가 3-6)

## 같이 보기
- 동화마을안길